# Роберт де Беллем
Роберт Монтгомери (фр. Robert de Bellême; 1052 — 8 мая 1113), сеньор де Беллем (1082—1112), 3-й граф Шрусбери (1098—1102), — англонормандский аристократ, активный участник борьбы за власть после смерти Вильгельма Завоевателя, крупнейший и наиболее влиятельный барон Нормандии. Широкую известность приобрели его жестокость и пренебрежение к священнослужителям, описанные англо-нормандским историком Ордериком Виталием, которые, возможно, легли в основу средневековых французских и английских легенд о Роберте-Дьяволе.

## Молодые годы
Роберт был старшим сыном Роджера Монтгомери, соратника Вильгельма Завоевателя и 1-го графа Шрусбери, и Мабель де Беллем, наследницы крупных земельных владений династии Беллем на границе Нормандии и Мэна. Уже в 1077 г. проявился беспокойный характер юного Монтгомери: он примкнул к восстанию Роберта Куртгёза против короля Вильгельма, которое, однако, вскоре потерпело поражение. В 1082 г. скончалась мать Роберта, и он унаследовал обширную территорию вдоль южной границы Нормандии (Беллем, Алансон, Домфрон), что превратило Роберта в одного из крупнейших баронов герцогства.

## Возвышение

Центры владений Роберта Беллемского на территории Нормандии. Конец XI века

После смерти в 1087 г. Вильгельма Завоевателя новым герцогом Нормандии стал его сын Роберт Куртгёз, не отличавшийся государственными талантами и не имевший авторитета отца. Этим воспользовался Роберт Беллемский, который немедленно изгнал герцогские гарнизоны из крепостей Южной Нормандии, в том числе из Алансона и Беллема, и фактически установил собственную власть в регионе. Его примеру последовали и другие крупные нормандские бароны, в результате чего герцогство оказалось в состоянии анархии, а центральная власть потеряла рычаги управления страной. Положение усугублялось началом борьбы за наследство Вильгельма Завоевателя между его детьми — Робертом Куртгёзом, герцогом Нормандии, Вильгельмом Руфусом, королём Англии, и Генрихом Боклерком. Эта борьба открыла перед Робертом Беллемским новые возможности для усиления своей власти и расширения земельных владений.
В 1088 г. во главе небольшого нормандского отряда Роберт высадился в Англии, где вспыхнуло восстание баронов под предводительством Одо, епископа Байё, против Вильгельма Руфуса. Войска Роберта вошли в Рочестер и укрепили крепость. Однако эффективные действия Вильгельма и поддержка, оказанная королю духовенством и мелкими английскими земледельцами, привели к скорому поражению мятежников. Рочестер после непродолжительной обороны был взят, а Роберт вернулся в Нормандию. По возвращении он был арестован Куртгёзом, вероятно, по наущению епископа Одо. В ответ в Нормандии высадился отец Роберта, Роджер Монтгомери, граф Шрусбери, который открыл военные действия против герцога. Хотя Куртгёзу удалось овладеть несколькими крепостями в южной части Нормандии, сломить сопротивление Монтгомери он не смог и вскоре был вынужден освободить Роберта.
После освобождения Роберт Беллемский обосновался в своих владениях и, пользуясь слабостью герцогской власти, стал фактически единовластным правителем южной Нормандии. По сообщению Ордерика Виталия, за пятнадцать лет Роберт сто раз нарушил права герцога и убедил многих нормандских сеньоров отказаться от повиновения монарху. Власть Роберта отличалась крайней степенью тирании, беспрецедентной даже по меркам своего времени. Из всех нормандских баронов он, вероятно, был наиболее жестоким. Ордерик Виталий так описывает Роберта:
Он был огромного роста, необычайно смел и силён, отличался хитростью и красноречием, но был очень жесток и ненасытен в своей скупости и распутстве […], неумолимый палач, когда речь шла о том, чтобы мучить людей.
Виталий в своей «Церковной истории» подробно перечисляет беззакония, совершённые Робертом, по отношению к простым крестьянам, мелким рыцарям и священнослужителям, зачастую просто из любви к жестокости и пыткам, и заявляет, что христианская история не знала человека, подобного ему по извращённости.
В 1090 г. войска Роберта Беллемского пришли на помощь герцогу, против которого восстали жители Руана. Подавление этого выступления также отличалось безжалостностью к участникам мятежа и сопровождалось разграблением города. Усиление власти Роберта и его грабительские набеги на земли соседних феодалов вызвали конфликт с другими южно-нормандскими баронами: сеньорами де Курси, де Монтань-о-Перш, де Л’Эгль и другими. В 1092 г. Генрих Боклерк, младший сын Вильгельма Завоевателя, захватил Домфрон, один из важнейших замков Южной Нормандии. Роберту не удалось отбить крепость, и до конца жизни Генрих Боклерк оставался его главным врагом.

## Граф Шрусбери и падение
В 1094 г. скончался отец Роберта. Его владения в Англии и титул графа Шрусбери унаследовал младший брат Роберта Гуго, тогда как родовые земли семьи Монтгомери в центральной Нормандии достались Роберту. Спустя четыре года Гуго Монтгомери умер, и, уплатив колоссальный рельеф в 3 000 фунтов стерлингов, Роберт вступил во владение английским наследством, включающим бо́льшую часть Шропшира, Арундел и земли ещё в десяти графствах Англии, а также титул графа Шрусбери. В результате Роберт стал не только самым могущественным бароном Нормандии, но и одним из наиболее влиятельных в Англии. Наконец, в 1100 г. скончался Ги де Понтье, отец супруги Роберта Агнессы, и под власть Роберта перешло графство Понтье на берегу Ла-Манша.

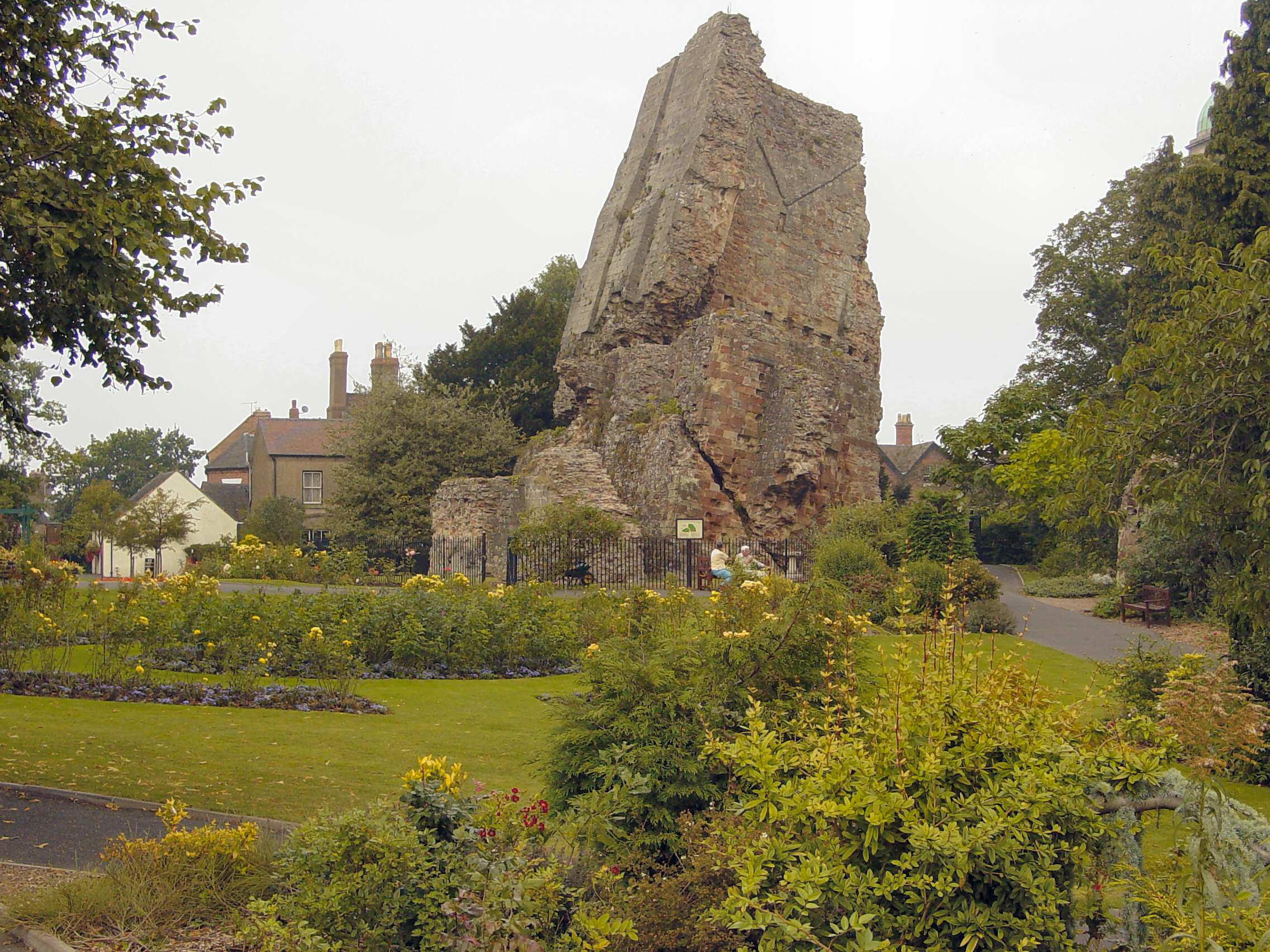
Развалины замка Бриджнорт, возведённого Робертом Монтгомери

В качестве графа Шрусбери Роберт Беллемский продолжал политику своего отца в деле построения системы укреплённых замков на границе с Уэльсом и постепенного проникновения на валлийские территории. Здесь ярко проявились инженерные таланты Роберта, который, вероятно, был одним из лучших военных инженеров своего времени. Ещё в 1098 г., во время вторжения короля Вильгельма II в Вексен, под руководством Роберта был возведён замок Жизор на границе с владениями короля Франции, который позднее стал одним из ключевых форпостов обороны Нормандии в период англо-французских войн конца XII — начала XIII века. В Англии Роберт заново укрепил Шрусбери и отстроил практически неприступный замок Бриджнорт. Помимо славы военного инженера, Роберт Беллемский завоевал репутацию героя, захватив в 1098 г., во время англо-нормандского вторжения в Мэн, правителя этого графства Элиаса де ла Флеша.
В 1100 г. на охоте погиб король Вильгельм II. На английский престол взошёл его младший брат Генрих I, давний противник графа Роберта. Уже в 1101 г. в стране вспыхнуло восстание против нового короля, одним из руководителей которого стал Роберт Монтгомери. Восставшие бароны обратились к нормандскому герцогу Роберту Куртгёзу с предложением короны Англии. В Портсмуте высадились войска нормандцев, которые начали продвижение к Лондону. Однако Генриху I удалось мобилизовать крупную армию, которая преградила путь мятежникам. В результате стороны подписали Алтонский договор, в соответствии с которым Генрих был признан королём, а участники восстания получили прощение. За свою помощь и в качестве компенсации за Домфрон Роберт в 1101 г. получил от Куртгёза город Аржантан и Гуффернский лес.
Несмотря на амнистию, уже в 1102 г. Роберт Беллемский был обвинён королём Англии в совершении 45 преступлений, среди которых значительное место занимали беззакония и зверства, чинимые графом в его владениях, и вызван в суд. Роберт отказался предстать перед королевским судом и стал готовиться к обороне. Войска, посланные на борьбу с графом, возглавил сам Генрих I. Вскоре были взяты Арундел, Тикхилл и Бриджнорт. Последним пал Шрусбери, где был захвачен сам граф Роберт. По свидетельству Ордерика Виталия известие о пленении Монтгомери было встречено простым населением с ликованием как избавление от тирании графа. Король вскоре отпустил Роберта на свободу и позволил ему покинуть пределы королевства, конфисковав однако все его земельные владения в Англии и лишив титула графа Шрусбери. Падение Роберта ликвидировало главный очаг сопротивления правлению короля Генриха I, но одновременно ослабило оборону англо-валлийской границы, в результате чего в начале XII века резко усилилось королевство Поуис в Среднем Уэльсе, а англичане были отброшены с завоёванных ранее валлийских территорий.

## Война в Нормандии и смерть
Вернувшись в Нормандию, Роберт Монтгомери был атакован войсками герцога Роберта Куртгёза, действующего по соглашению с королём Англии. Однако Роберту удалось нанести поражение армии герцога и принудить его в 1103 году к унизительному примирению, в соответствии с которым Роберт не только получил свои владения и замки, но и доходы с епископства Се. Это примирение было воспринято королём Генрихом I как нарушение Куртгёзом условий Алтонского соглашения. Англия стала готовиться к вторжению в Нормандию. Уже в 1104 году Генрих I укрепил Домфрон и другие свои замки в герцогстве и путём раздачи денежных субсидий привлёк на свою сторону часть нормандских баронов и многие города. Английскому королю удалось также заручиться нейтралитетом или поддержкой соседних государств — Анжу, Фландрии, Бретани. На стороне герцога Роберта осталась лишь небольшая часть аристократии во главе с Монтгомери. В 1105 году английские войска высадились в Нормандии и захватили Котантен. Решающая битва состоялась 28 сентября 1106 году у замка Таншбре. В сражении Роберт Беллемский командовал арьергардом, и, увидев полный разгром нормандской армии, покинул поле боя. Куртгёз был пленён и увезён в Англию. Нормандское герцогство перешло под власть английского короля.
После битвы при Таншбре Роберт Беллемский примирился с королём Генрихом I и, хотя был вынужден вернуть незаконно занятые герцогские замки, сохранил за собой свои владения. Тем не менее интриги Роберта против центральной власти не прекратились. Он сблизился с королём Франции и графом Фландрии и в 1111 году стал инициатором выступления части нормандских баронов против короля. Этот мятеж, однако, был быстро подавлен. В 1112 году Роберт в качестве посла короля Людовика VI отправился ко двору Генриха I. Однако по прибытии он был немедленно арестован и заключён под стражу в крепость Шербур. Позднее Роберта перевезли в Англию и поместили в замок Уарем в Дорсете. Здесь он оставался до своей смерти, последовавшей после 1130 года.

## Брак и дети
Роберт Беллемский был женат на Агнессе де Понтье (ок. 1080 — после 1105), дочери Ги I, графа Понтье, от которой имел по крайней мере двух сыновей:
- Гийом III Монтгомери (ок. 1095—1171), граф Понтье и сеньор Алансона, и
- Андре Монтгомери.